# Leptocerus ankuchagraha
Leptocerus ankuchagraha är en nattsländeart som beskrevs av Schmid 1987. Leptocerus ankuchagraha ingår i släktet Leptocerus och familjen långhornssländor. Inga underarter finns listade i Catalogue of Life.